# Список умерших в 1502 году
В этой статье представлен список известных людей, умерших в 1502 году.
См. также: Категория:Умершие в 1502 году

## Февраль
- 18 февраля — Ядвига Ягеллонка (44) — польская принцесса и литовская княжна из рода Ягеллонов, дочь польского короля Казимира IV и Елизаветы Австрийской, жена Георга Богатого, последнего герцога Ландсхут-Баварского.

## Март
- 12 марта — Лаурана, Франческо (72) — скульптор и медальер из Далмации.

## Апрель
- 2 апреля — принц Уэльский Артур (15) — старший сын короля Генриха VII и Елизаветы Йоркской, наследник трона Англии.
- 25 апреля — Жан IV де Шалон-Арле (59) — принц Оранский, сеньор д’Арле и д’Аргёль (1475—1502), виконт Безансона.

## Май
- 6 мая — Тиррелл, Джеймс — английский военный и придворный, приближённый короля Ричарда III, казнён.

## Июнь
- 6 июня — Манфреди, Асторре III (17) — синьор Фаэнцы (1488—1501), казнён.

## Июль
- 11 июля — Франсиско де Бобадилья — испанский конкистадор, 2-й губернатор Индий (1499—1502).

## Сентябрь
- 20 сентября — Альбрехт Дюрер Старший (75) — нюрнбергский ювелир, отец художника Альбрехта Дюрера.

## Ноябрь
- 10 ноября — Георг I Мюнстербергский (32) — граф Кладский (1498—1501), герцог Мюнстербергский (князь Зембицкий) (1498—1502) и князь Олесницкий (1498—1502).
- 13 ноября — Анний из Витербо (65) — итальянский богослов и историк, член ордена доминиканцев.
- 29 ноября — Франческо ди Джорджо (63) — итальянский художник, скульптор, архитектор, изобретатель и военный инженер.

## Декабрь
- 20 декабря — Иоанн Бранкович — деспот Срема (1493—1502).
- 31 декабря — Вителли, Вителлоццо (54) — итальянский кондотьер эпохи Возрождения, правитель Монтоне, Читта-ди-Кастелло, Монтерки и Ангьяри, убит.
- 31 декабря — Да Фермо, Оливеротто (27) — итальянский кондотьер и правитель Фермо, убит.

## Дата неизвестна или требует уточнения
- Авраамий — епископ Коломенский (1491—1502).
- Андрей Палеолог (49) — титулярный император Византии и деспот Мореи (1465—1502).
- Ауисотль — тлатоани (император) Теночтитлана (1486—1502).
- Бартоломео делла Гатта (54) — итальянский художник и архитектор.
- Виварини, Альвизе (56) — итальянский живописец, представитель венецианской школы.
- Гомеш, Диогу (82) — португальский мореплаватель.
- Гуарионекс — один их индейских вождей острова Эспаньола, погиб в кораблекрушении.
- Джалаладдин Давани (76) — персидский философ, богослов, правовед и поэт.
- Дионисий — московский иконописец.
- Колычёв, Иван Андреевич Лобан — московский дипломат и окольничий, погиб в бою.
- Ламарш, Оливье (76) — французский поэт и хроникёр, один из «великих риториков».
- Октавиан де Сен-Желе (34) — французский священнослужитель, поэт и переводчик эпохи Возрождения, один из «великих риториков».
- Рокоссовский, Анджей — дедичь в Рокосове, Карщце, Славиковицах и Белчилесе.
- Ролевинк, Вернер — немецкий писатель.
- Семён Романович Ярославский — князь, воевода на московской службе.
- Соги (81) — японский поэт жанра рэнга.
- Фабер, Феликс (61) — монах-доминиканец, путешественник, историк.